# 계 (층서학)
자연과학과 층서학에서 계(系)는 지질학의 어떤 특정 기간 내에 형성된 지층의 연속면을 의미하며, 어떤 특정한 지질 시대의 연대 기간을 나타내는 지질학 기록의 구성 단위 중 하나이다. 계는 지질학 기록과 지층을 지층누중의 법칙을 이용하여 연속된 시간층서 단위, ICS에서 결정한 지질 시대의 연대 측정 등이 연관된 특정 기간의 상황을 나타내며, 따라서 계는 암석학을 세분화한 암상층서학과 관련이 없는 시간층서 단위를 뜻한다. 계는 대층을 세분화한 것을 나타내며, 계는 다시 연속, 시대, 단계로 나뉜다.
계는 어떤 시간 간격 동안 형성된 지층의 단위로 정의되는 용어이며, 시간 간격 자체로 정의되는 지질 시대와 동등한 이론이다. 그러나 시간 단위의 계와 달리, 많은 분야에서 계는 비연속성이며 불완전한 지질의 힘으로 인하여 교대로 지층의 융기와 하강, 구부러짐 등으로 노출된 암석이 쌓인 특정 지역을 나타낸다. 종합적인 암석 기록은 지층누중의 법칙을 이용하여 부분적으로 나뉘어 각각의 계, 시대 등으로 구성되며, 어떤 특정 기간에 형성된 전체 지층을 이루게 된다.

## 지질의 기간에서 계
현생누대 이언층의 계는 1822년 백악기와 석탄기라는 용어가 생겨났을 때 처음으로 정의되었다. 19세기 중반 이전에 고생대와 중생대의 대층을 나누어 정의한 것이 현재의 계이며, 1879년 오르도비스기가 추가되었다. 신생대에 관련해서는 최근 ICS에 의한 몇몇 개정이 있었으며, 고신생기, 신신생기, 제4기의 세 가지로 나뉜 것을 팔레오세, 에오세, 올리고세, 마이오세, 플리오세 등으로 세분화하였다. 2004년에 원생누대 이언층을 계에 포함시키는 것이 결정되었다.

## 참고 문헌
- Gehling, James; Jensen, Sören; Droser, Mary; Myrow, Paul; Narbonne, Guy (March 2001). “Burrowing below the basal Cambrian GSSP, Fortune Head, Newfoundland”. 《Geological Magazine》 138 (2): 213–218. doi:10.1017/S001675680100509X. 1. 2008년 10월 19일에 원본 문서에서 보존된 문서. 2010년 10월 11일에 확인함.
- Hedberg, H.D., (editor), International stratigraphic guide: A guide to stratigraphic classification, terminology, and procedure, New York, John Wiley and Sons, 1976
- International Stratigraphic Chart from the International Commission on Stratigraphy
- USA National Park Service
- Washington State University 보관됨 2011-07-26 - 웨이백 머신
- Web Geological Time Machine
- Eon or Aeon, Math Words - An alphabetical index